# (A)Live in Concert '97
(A)Live in Concert '97 è un doppio CD live di Burning Spear, pubblicato dalla Musidisc Records nel 1998. Il disco fu registrato dal vivo il 4 e 5 settembre 1997 in occasione del WOMAD Festival al Maritime Hall di San Francisco (California).

## Tracce
Testi e musiche di Winston Rodney
CD 1
1. Intro – 1:29
2. Spear Burning – 5:09
3. The Youths – 7:00
4. Play Jerry – 6:38
5. Mi Gi Dem – 6:46
6. Tumble Down – 7:13
7. Burning Reggae – 7:32
8. Postman – 9:05
9. Slavery Days – 7:15
10. Creation – 9:36

CD 2
1. Cry Blood – 8:24
2. Not Stupid – 6:56
3. This Man – 6:08
4. Identity – 5:48
5. Naya Keet – 7:24
6. Marcus Garvey – 4:59
7. Columbus – 4:28
8. Red, Green and Gold – 6:54

## Musicisti
- Winston Rodney - voce, conga
- Eugene Grey - chitarra solista
- Lynford Carby - chitarra ritmica
- Stephen Stewart - tastiere
- James Hal Smith - tromba
- Micha Robinson - trombone
- Clyde Cummings - sassofono
- Paul Beckford - basso
- Nelson Miller - batteria
- Num (Num S.H. Amun'Tehu) - percussioni[1]